# هايما للسيارات

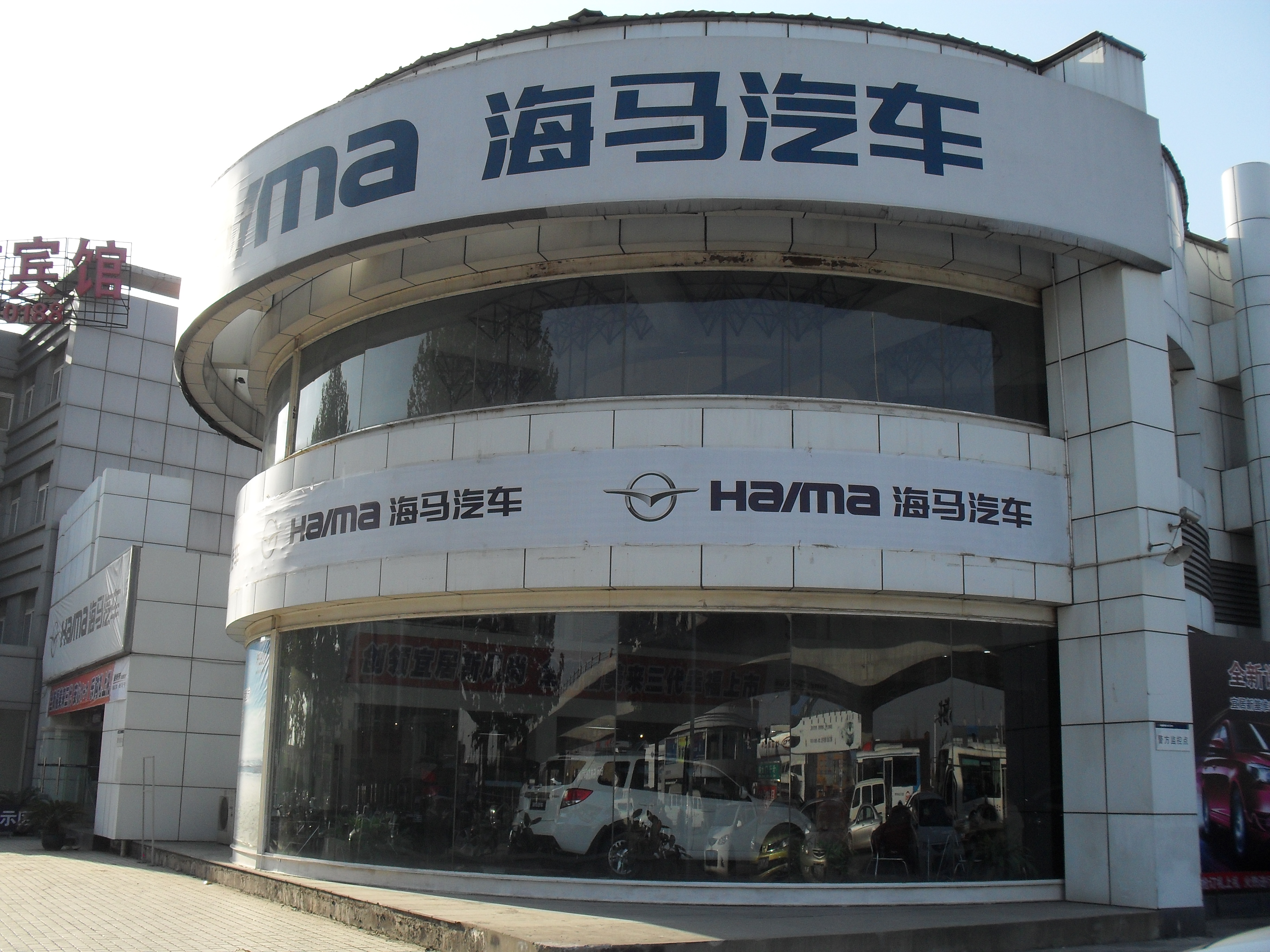
متجر هايما في نانجينغ ، الصين

شركة هايما للسيارات المحدودة (بالإنجليزية: Haima Automobile Co., Ltd.)‏، التي يتم تداولها باسم هايما (بالإنجليزية: Haima)‏، هي شركة تصنيع سيارات صينية مقرها في هايكو ، هاينان . نشاطها الرئيسي هو إنتاج سيارات الركاب لشركات أخرى.
تأسست هايما في عام 1992 كمشروع مشترك بين حكومة مقاطعة هاينان و مازدا لإنتاج طرازات مازدا للبيع في الصين. في عام 2006 ، استحوذت فاو على حصة واحدة من المشروع ، على الرغم من أن العديد من طرازات هايما لا تزال تتضمن تقنية مازدا.
اعتبارًا من عام 2012 ، كانت هيما تبلغ طاقتها الإنتاجية السنوية حوالي 400000 مركبة. تم بيع ما مجموعه 157،242 سيارة ركاب هايما في الصين في عام 2013 ، مما يجعلها العلامة التجارية رقم 28 الأكثر مبيعًا للسيارات في البلاد في ذلك العام (والعلامة التجارية الصينية رقم 12 الأكثر مبيعًا). 
في يوليو 2021 ، نقلت فاو 49 ٪ من أسهم فاو هايما إلى هاينان القابضة للتنمية المحدودة. (هاينان القابضة) بدون مقابل. تمتلك هايما أوتومبيل 51٪ من أسهم فاو هايما ، بينما تمتلك هاينان القابضة 49٪ من الأسهم. 

## وصلات خارجية
- Haima Automobile